# Prissivàixne
Prissivàixne (en (ucraïnès): Присивашне, en rus: Присивашное, Prissivàixnoie) és un poble de la República Autònoma de Crimea a Ucraïna, que el 2014 tenia 269 habitants. Pertany al districte rural de Sovetski.